# Baie de Xiamen
La baie de Xiamen, anciennement appelée baie d'Amoy, est une baie partiellement fermée située au large des côtes de Xiamen, dans la province chinoise du Fujian. Il est lié par les îles Kinmen et le détroit de Taiwan. 

## Géographie
La baie est formée par un bloc profond présentant une faille d'un fond sous-marin créant une baie submergée. 
La profondeur de l’eau autour de la baie varie de 6 à 25 mètres et sa zone côtière en eau profonde est de 30 km. 

## Économie
La baie de Xiamen est une région économique primordiale pour Xiamen ainsi que pour l'ensemble de la province du Fujian en Chine. Le littoral compte de nombreuses industries portuaires, de transport, de construction navale et de pétrochimie. Le gouvernement local a créé plusieurs zones de développement, telles que la ville industrielle photoélectrique de la baie de Xiamen afin de promouvoir le développement économique. 
En raison du développement économique accéléré et de l'industrialisation de Xiamen, on a détecté, dans les eaux de la baie, des traces de contamination par les métaux lourds. 